# Jaydia
Jaydia es un género de peces de la familia Apogonidae, del orden Perciformes. Este género marino fue descrito por primera vez en 1961 por James Leonard Brierley Smith.

## Especies
Especies reconocidas del género:
- Jaydia albomarginatus (H. M. Smith & Radcliffe, 1912)
- Jaydia argyrogaster (M. C. W. Weber, 1909)
- Jaydia carinatus (G. Cuvier, 1828)
- Jaydia catalai (Fourmanoir, 1973)
- Jaydia erythrophthalma Gon, Y. C. Liao & K. T. Shao, 2015[2]
- Jaydia hungi (Fourmanoir & Do-Thi, 1965)
- Jaydia lineata (Temminck & Schlegel, 1843)
- Jaydia melanopus (M. C. W. Weber, 1911)
- Jaydia novaeguineae (Valenciennes, 1832)
- Jaydia photogaster (Gon & G. R. Allen, 1998)
- Jaydia poecilopterus (G. Cuvier, 1828)
- Jaydia quartus (T. H. Fraser, 2000)
- Jaydia queketti (Gilchrist, 1903)
- Jaydia smithi Kotthaus, 1970
- Jaydia striata (H. M. Smith & Radcliffe, 1912)[3]
- Jaydia striatodes (Gon, 1997)[3]
- Jaydia tchefouensis (P. W. Fang, 1942)
- Jaydia truncata (Bleeker, 1855)